# La ciudad ausente
La ciudad ausente  es una ficción distópica narrativa,  escrita por Ricardo Piglia, publicada en Buenos Aires en 1992,  aunque su autor empezó a hacer los apuntes de esta en 1982.  Esta publicación se encuentra enmarcada en el género de novela de anticipación y de igual forma algunos críticos se decantan por enmarcarla en el género del relato policial  y emparentada con la ciencia ficción.
La novela se desarrolla en la ciudad de Buenos Aires, que se encuentra reprimida por el Estado y en la cual una “máquina de narrar” suscita una suerte de confusiones al mezclar sus propias historias con las dictadas por el Estado  -que son consideradas la historia oficial-.  
Junior, reportero del diario “El Mundo”, hará un viaje a través de la ciudad guiado por misteriosas llamadas telefónicas, que lo llevarán por los relatos de la máquina, las narraciones oficiales y las experiencias de los involucrados en esas mismas memorias comunes que confunden y entremezclan la realidad con la ficción.

## Contexto
La ciudad ausente es una obra que se enmarca en el contexto histórico de la dictadura militar encabezada por Jorge Rafael Videla hasta la Guerra de las Malvinas donde prevalecían la represión contra los escritores e intelectuales contrarios al régimen, así como las desapariciones forzadas de opositores.
De igual forma, se inicia la transición a un Estado con procesos democráticos de elección, mismos que decepcionarían a la población debido a la política económica implementada en 1992 por el Gobierno de Carlos Menem,  (año en que se publica la novela).  Estas medidas dictadas por el Consenso de Washington  representaron la implementación de las políticas más puras del Neoliberalismo,  afectando a la población más desprotegida de Argentina .

## Corrientes literarias afines
La novela ha sido motivo de distintos estudios que han emparejado su estructura y estilo en distintos géneros y campos de la teoría literaria. Desde la denominada Literatura de anticipación, enmarcada en la ciencia ficción y la ficción distópica, con una estructura de Novela policíaca.

## Estructura Narrativa de La ciudad ausente
La novela se desarrolla a través de la yuxtaposición de relatos que se inician con una llamada, esta servirá de pretexto para ir hilando por lo menos tres historias principales que se unen a través de relatos secundarios a manera de muñeca rusa. El punto de contacto de una con otra historia serán hechos en común desarrollados en las microhistorias y que permitirá ir descubriendo a Junior, a manera de Relato policiaco,  el verdadero objetivo de “la Máquina de narrar”.

## Personajes Principales
Miguel Mac Kensey “Junior”:  Reportero de “El Mundo”, En búsqueda de la verdad acerca de una extraña Máquina de Narrar, decide seguir una serie de llamadas misteriosas de personas que no conoce pero que le indican qué pista debe seguir y dónde debe empezar a investigar para llegar a su objetivo, en este proceso conocerá a gran parte de los protagonistas de las historias que la misma máquina ha narrado y que se reproducen de manera clandestina en talleres subterráneos de la ciudad de Buenos Aires. Junior es hijo de inmigrantes ingleses y es calvo por decisión propia, su esposa y su hija lo han abandonado, haciendo cíclica una historia personal en términos similares.
Elena Obieta “La Máquina”: Producto de la obsesión de su esposo por hacerla pervivir de manera permanente, Elena Obieta es transformada en una máquina que originalmente busca preservar la memoria, pero que paulatinamente mezclará esa memoria personal, con el discurso oficial y con la historia de otras personas, esta máquina se encuentra en exhibición en un museo que piensa que dicho aparato es peligroso y que debido a la vulneración del discurso oficial, pretende cerrar para enviarla al olvido.
Macedonio Fernández: En la novela, el famoso Poeta y filósofo argentino, es el creador del concepto de la máquina, ya que su esposa, Elena Obieta, es víctima del cáncer. La obsesión de que perdure el recuerdo de su mujer, lo impulsa a crear la máquina.
Fuyita: Guardia del museo que alberga la máquina, tiene problemas en una pierna que le obligan a cojear, de ascendencia japonesa, es el primer contacto de Junior con la historia cercana a la máquina y lo que conlleva el cierre del museo que él vigila.
Russo: ingeniero que junto con Macedonio Fernández desarrolla el proyecto de la máquina. Experto en autómatas, gran parte del éxito de la máquina se debe al trabajo para desarrollar los mecanismos que le permiten construir recuerdos y narrarlos de tal manera que empiecen a ser verosímiles y más aún peligrosos para el Estado.